# Chrysoprasis catarina
Chrysoprasis catarina là một loài bọ cánh cứng trong họ Cerambycidae.